# Clepsis trifasciata
Clepsis trifasciata es una especie de polilla del género Clepsis, categorizada en la tribu Archipini, de la subfamilia Tortricinae.

## Distribución
Se distribuye por Kirguistán.

## Taxonomía
Fue descrita por Trematerra en 2010 y publicada en (Clepsis), J. Entomol. Acarol. Res. (Ser. II) 42: 6.